# Viola M. J. Schmidt
Viola Maria Jasmin Schmidt (* in Fulda) ist eine deutsche Drehbuchautorin.

## Leben
Viola M. J. Schmidt wurde in Fulda geboren und wuchs dort auf. Seit 2009 ist sie als Autorin, Werbetexterin und Lektorin tätig. Schmidt lebt mit einer Tochter im Süden von München. 

## Beruf
Viola M. J. Schmidt absolvierte von 2010 bis 2013 ein Bachelor-Studium in den Fächern Theater und Medien sowie Anglistik an der Universität Bayreuth mit dem persönlichen Schwerpunkt Kinderfilm und Intermediales Erzählen. In dieser Zeit wurde sie im Rahmen der „Bayerischen Akademie des Schreibens“ durch das Bayerische Staatsministerium für Wissenschaft, Forschung und Kunst als junge Autorin gefördert.
Im Jahr 2014 folgten eine Hospitanz in der Serien-Abteilung des ZDF und die Aufnahme an der renommierten Hochschule für Fernsehen und Film München. Ihr „Erstlings-Film“ war der Kurzfilm Fuck You Sofia. Den Drehbuch-Studiengang (Film / Serielles Erzählen / Creative Writing) beendete sie 2020 mit dem Diplom. Noch als Studentin erhielt Schmidt das Angebot, zur ersten Folge der Verfilmung der Kinderromanreihe „Die Schule der magischen Tiere“ von Margit Auer das Drehbuch zu schreiben. Die Adaption wurde ihr Diplom-Drehbuch. Der Film „Die Schule der magischen Tiere“ war in Deutschland der bestbesuchte deutsche Film im Kinojahr 2021.
Das Verfassen des Drehbuchs zu dem Film Nachtschatten der Dresdner Fernsehreihe Tatort (2023/2024) war die erste Auftragsarbeit Viola M. J. Schmidts für das öffentlich-rechtliche deutsche Fernsehen.
Viola M. J. Schmidt ist auch als freiberufliche Lektorin deutscher und englischer Drehbücher tätig, unter anderem für Constantin Film und -Television, und schreibt derzeit als Autorin an mehreren Film- und Serien-Projekten in München und Berlin.

## Filmographie (Auswahl)
- 2015: Fuck You Sofia. Experimenteller Kurzfilm über die Suche nach einer Verschwundenen (Autorin und Regie). Hochschule für Fernsehen und Film München[7]
- 2015: Schmutz (Hauptbesetzung)[8]
- 2016: Muse: Jede Inspiration hat ihren Preis (Autorin)[9]
- 2018: Moses vom Plattenbau. Familienkrimi (Spielfilmkonzept, Autorin). ProSiebenSat.1 Media
- 2018: Exzess. Anwaltsserie zu #metoo (procedural, Konzept, Co-Autorin) KarbeFilm[1]
- 2019: Geisterkrank. Webserie zu Mental Health (Konzept & Pilot, Co-Autorin). KarbeFilm
- 2021: Die Schule der magischen Tiere. Kinofilm (Drehbuch, Head-Autorin)
- 2022: Die Schule der magischen Tiere 2. Kinofilm (Drehbuch, Co-Autorin)
- 2022: Seelendorf. Mystery-Serie (Drehbuch, Co-Autorin)[10]
- 2024: Die Schule der magischen Tiere 3. Kinofilm (Drehbuch, Co-Autorin)
- 2025: Nachtschatten (ursprünglicher Arbeitstitel: Schwesternliebe). Dresdner Tatort des Mitteldeutschen Rundfunks (Drehbuch)[11]

## Auszeichnungen
- 2018: Autorenpreis beim Mainstreampreis 2018 durch ProSieben/Sat.1 für das Spielfilmkonzept von Moses vom Plattenbau – Familienkrimi.
- 2019: Autorenpreis (mit Co-Autorin Ganna Madiar) beim Wettbewerb „Episode 1“ von RTL/UFA für das Konzept der Serie Strong Mamas! (zwölf Folgen) durch RTL / UFA[12][13]
- 2022: Deutscher Filmpreis 2022 für Die Schule der Magischen Tiere als „besucherstärksten Film national“.[14]